# 瓦恩蘭 (密蘇里州)
瓦恩蘭（英語：Vineland）是位於美國密蘇里州傑佛遜縣的非建制地區。

## 歷史
瓦恩蘭的郵局於1867年設立，其後於1955年停運。

## 地理
瓦恩蘭所處的海拔為高於海平面217米（即712英呎），而該地所採用的時區為UTC-6，即北美中部時區（CST）。同時該地設有夏令時間，為UTC-6調快一小時，即UTC-5（CDT）。